# Bez śladu (serial telewizyjny)
Bez śladu (tytuł oryginalny: Without a Trace) – amerykański serial sensacyjny o specjalnej jednostce FBI zajmującej się zaginięciami. Serial emitowany był w telewizji CBS od 26 września 2002 roku do 19 maja 2009 roku; w Polsce emitowała go telewizja TVN, a powtórki TVN7. Produkcję zakończono na 7 sezonie.

## Obsada
- Anthony LaPaglia – agent specjalny John Michael "Jack" Malone, dowódca jednostki
- Eric Close – agent specjalny Martin Fitzgerald
- Marianne Jean-Baptiste – agentka specjalna Vivian "Viv" Johnson
- Poppy Montgomery – agentka specjalna Samantha "Sam" Spade
- Enrique Murciano – agent specjalny Danny Taylor
- Roselyn Sanchez – agentka specjalna Elena Delgado (2005)